# Windows NT 4.0
Windows NT 4.0 és una versió important del sistema operatiu Windows NT desenvolupat per Microsoft i orientat a empreses, estacions de treball i ús de servidors de gamma alta. Fou el successor directe de Windows NT 3.51 i va alliberar-se a la indústria el 31 de juliol de 1996. i després a la venda al detall el 24 d'agost de 1996. Va ser el principal sistema operatiu orientat als negocis de Microsoft fins a la introducció de Windows 2000. Es van vendre edicions per a estacions de treball, servidors i programari incrustat, i totes les edicions presenten una interfície d'usuari gràfica similar a la de Windows 95, que va ser substituït per Windows 98 i encara es podia actualitzar directament amb Windows 2000 Professional.
És tot un preferent, orientat cap al sistema operatiu gràfic i de negocis dissenyat per a treballar amb qualsevol ordinador amb uniprocessador o multiprocessador simètric. És un sistema de Windows de 32 bits disponible en dues edicions de servidor de treball i amb un entorn gràfic semblant al del Windows 95. "NT" en la seva denominació com a producte, el títol inicial era "Nova Tecnologia", d'acord amb Microsoft el llavors CEO de Bill Gates, però actualment ja no té cap significat concret. Windows NT 4.0 va ser substituït per Windows 2000 al febrer de 2000. Windows NT 4.0 es classifica com un nucli de sistema operatiu híbrid.